# Болезни хвойных пород в России
Болезни хвойных пород широко распространены по всей территории России. Развитие очагов грибных заболеваний и связанное с этим усыхание лесов оценивается как четвёртый по негативному значению фактор после повреждения леса насекомыми, лесными пожарами и воздействия неблагоприятных погодных условий.
В соответствии с поражаемыми органами и типами поражения растений болезни принято делить на следующие основные группы:
- болезни всходов, сеянцев, молодняков:
  - гнили подземных частей растений;
  - болезни хвои и побегов;
  - болезни листьев и побегов;
  - болезни стволиков, побегов и ветвей;
- болезни лесных насаждений:
  - сосудистые и некрозно-раковые болезни
  - гнилевые болезни с подразделением на корневые и стволовые гнили.

Каждая группа болезней классифицируется по внешнему виду, месту проявления, продолжительности течения, возрасту древесной породы, а также по видам грибов — возбудителей заболевания.

## Сосудистые болезни
Характеризуются поражением проводящей системы растений. Проявляются в увядании всего растения или его части, например отдельных ветвей кроны.

## Некрозы
Характеризуется поражением коры, луба, камбия и наружных слоёв древесины, сопровождающимся изменением цвета, отмиранием поражённых тканей и формированием в них специфических грибных образований (стром, спороношений).

### Некроз ветвей пихты
Возбудитель: гриб Ascocalyx abietis Naum. Анаморфа: Picnocalyx abietis Naum. 
Растение-хозяин: пихта сибирская (Abies sibirica), пихта кавказская (Abies nordmanniana). 
Распространение: Средне-Уральский таёжный район, Южно-Уральский лесостепной район; Западно-Сибирский равнинный таёжный район (Томская, Новосибирская области); Алтае-Саянский горнотаёжный район (Кемеровская область); Северо-Кавказский горный район. Следует ожидать находки этого гриба также на пихтах в Средней Сибири и на Дальнем Востоке.
Грибом поражаются преимущественно нижние ветви кроны. Инфекция попадает через трещины коры, обломы и повреждения ветвей. Развитие гриба вызывает отмирание ветви и гибель подроста молодняков. На Кавказе гриб может заселять ветви в кронах взрослых пихт. Развитие мицелия под корой вызывает образование некротических пятен на ветвях. На участках мёртвой коры формируются плодоношения гриба, вначале скрытые толщей коры, прорывающиеся сквозь кору. По созреванию плодоношения раскрываются в виде бурого диска.

### Некроз побегов ели и пихты
Возбудитель: гриб Cucurbitaria pithyophila Ces. et de Not. (синоним: Sphaeria pithyophila Fr.). 
Растение-хозяин: пихта сибирская (Abies sibirica), пихта сахалинская (Abies sachalinensis), пихта белокорая (Abies nephrolepis), ель европейская (Picea abies), сосна обыкновенная (Pinus sylvestris). 
Распространение: Германия, Швейцария, Россия (Брянская, Воронежская, Новосибирская, Сахалинская, Московская, Тверская области).
Заболевание появляется во второй половине лета, чаще на ветвях в кроне, расположенных ближе к поверхности почвы. Развитию болезни способствует повышенная влажность воздуха, особенно в затенённых местах нижних ярусов кроны дерева. При сильном развитии заболевание может поразить также средние и верхние ярусы кроны. Вызывает локальные некрозы коры молодых ветвей. При значительном отмирании коры ветви усыхают. Может приводить к гибели молодых растений. Плодоношения гриба могут развиваться также на хвое и почках, вызывая их гибель. Сквозь кору поражённых ветвей прорываются округлые чёрные плодоношения — перитеции гриба. Плодоношения гриба внешне выглядят как мелкие чёрные бородавки, располагающиеся на ветвях одиночно или группами.

## Раковые болезни
Характеризуются, так же как и некрозы, поражением коры, луба, камбия и заболонной древесины (язвы, ступенчатые раны или опухоли). Они имеют, как правило, длительный, хронический характер (до нескольких десятков лет), выражаются в ослаблении и частичном или полном отмирании поражённых растений.

### Язвенный, или биаторелловый рак сосны и можжевельника
Возбудитель: гриб Biatorella difformis (Freis) Rehm.
Растения хозяева: сосна обыкновенная (Pinus sylvestris), можжевельник обыкновенный (Juniperus communis).
У сосны раковые язвы чаще всего расположены в средней и нижней частях ствола, иногда непосредственно у корневой шейки, реже — в верхней части стволика и на ветвях. У можжевельника обыкновенного кора буреет и засыхает, образуются раковые язвы. Отмирание коры приводит к пожелтению и отмиранию хвои.
Меры борьбы: удаление поражённых ветвей, дезинфекция срезов медным купоросом, весенняя обработка растений бордоской смесью или её заменителями.

## Гнили
Характеризуются резким нарушением структуры, распадом тканей поражённых органов растений.

## Ржавчина
Основными симптомами ржавчины являются ржаво-бурые оранжево-жёлтые или тёмно-бурые скопления спор, которые выступают наружу через разрывы покровных тканей растений. Ржавчиной поражаются шишки, хвоя, ветви и стволы.

## Шютте
Болезнь только хвойных пород. Проявляется в изменении цвета, отмирании и опадении хвои. На поражённой хвое образуются спороношения возбудителя.

### Серое шютте, увядание хвои ели
Возбудитель: гриб Colletotrichum gloeosporioides Pens. Телеоморфа: Glomerella cingulata (Ston.) Spauld. et. Schrenk. Вид обладает высоким полиморфизмом, включает многочисленные штаммы, часто различающиеся характером роста, длиной и шириной конидий, а также различной вирулентностью.
Растение-хозяин: ель аянская (Picea ajanensis), пихта белокорая (Abies nephrolepis), пихта великолепная (Abies magnifica), сосна скрученная (Pinus contorta), сосна жёлтая (Pinus ponderosa). Некоторые лиственные породы: (Ficus, Mango, Persea, Populus, Citrus).
Распространение: Северная Америка, Англия, Дания, Греция, Италия, Украина, Грузия, Россия (Хабаровский край, Сахалинская область).
Поражённая хвоя серая или светло-коричневая. На начальных этапах развития болезни на хвое заметны поперечные чёрные линии и мелкие чёрные пятна под эпидермисом. В дальнейшем эпидермис вздувается округлыми либо продолговатыми бугорками и разрывается продольной щелью. В разрывы выходят тёмно-коричневые щетинки гриба, а затем формируются спороношения — ложа. Ложа округлые или вытянутые, одиночные или в группах, окружённые по краям обильными коричневыми щетинками. Размер лож от нескольких десятков до нескольких сотен микрон; заметны невооружённым глазом.

## Болезни всходов, сеянцев, молодняков
Болезнь поражает семена, проростки и всходы в возрасте до 3—4 недель.

### Корневая гниль, некроз корней сеянцев хвойных пород
Возбудитель: гриб Cylindrocarpon destructans (Zins.) Scholten (синоним: Cylindrocarpon radicicola Wollenw.). Телеоморфа: Neonectria radicicola (Gerlach et Nilsson) Mantiri et Samuels.
Растение-хозяин: Ель европейская (Picea abies), сосна обыкновенная (Pinus sylvestris).
Корневая гниль является малоизученным заболеванием. Обнаружено в Московской и Тверской области. Гриб известен в Европе. При выращивании сеянцев и саженцев ели в открытом и закрытом грунте при поражении посевов на первом этапе появляются единичные больные растения, затем образуются обширные очаги и сплошное поражение и гибель сеянцев и саженцев. Меры борьбы не разработаны. Возможно аналогичны с защитными мероприятиями против фузариозов.

### Склеротиниозная снежная плесень
Возбудитель: грибы Sclerotinia borealis Bub. et Vleug. (синоним: Sclerotinia graminearum Elenev) и Sclerotinia nivalis I. Saito.
 Sclerotinia borealis преобладает в восточной части Европейской России (Поволжье), Sclerotinia nivalis — в Западной Сибири.

Растение-хозяин: Сосна обыкновенная (Pinus sylvestris). Промежуточные хозяева: звездчатка (Stellaria media), ярутка полевая (Thlaspi arvense), очиток (Sedum sp.), растения семейства Poaceae.
Распространение: Восточная Европа, Северная Америка, Япония, Китай, Россия (Республика Татарстан, Республика Чувашия, Республика Мордовия, Приморский край, Московская, Свердловская, Тверская, Кировская, Новосибирская, Сахалинская, Ленинградская области).
Развитие болезни происходит в зимний период под снежным покровом. Обычно поражаются сеянцы и саженцы в возрасте до 5 лет. Развитию болезни способствует тёплая зима с высоким снежным покровом и затяжная весна с медленным таянием снега. В отдельные годы может погибнуть до 30 % посевов сосны. Первые признаки болезни обнаруживаются сразу после схода снега. Хвоя весной после таяния снега желтеет, начиная с основания, затем приобретает красно-бурую окраску. На поражённых сеянцах видны серовато-белые плёнки мицелия. На почке или на стволике, а иногда внутри стволика под корой, образуются склероции.
Для уменьшения ущерба рекомендуется проведение следующих мероприятий: борьба с восприимчивыми к низкотемпературным склероциальным грибам сорняками, способными стать резерватами инфекции; вспашка с оборотом пласта в очагах грибной инфекции; при вспышке заболевания — химические способы борьбы.

### Вертициллёзное увядание, трахеомикоз древесных пород
Возбудитель: грибы Verticillium albo-atrum Reinke et Berthold и Verticillium dahliae Kleb. Признаки, лежащие в основе классификации этих видов очень изменчивы, и принцип разделения этих видов вызывает сомнение. Цикл развития грибов состоит из двух фаз: первая проходит в питающем растении, вторая — в почве и на растительных остатках. 
 Растение-хозяин: хвойные (Larix, Picea, Pinus) и лиственные (Acer, Alnus, Betula, Fraxinus, Populus, Quercus, Salix, Tilia, Ulmus) породы.
Распространение: Англия, Голландия, Франция, Польша, Прибалтика, Украина, Грузия, Германия, Чехия, Венгрия, питомники Ирана, Северная Америка. В России: Ставропольский край, Московская, Брянская, Калужская, Тульская, Курская, Воронежская, Белгородская, Ростовская, Новосибирская области.
Грибы рода Verticillium вызывают полное или частичное отмирание корней. Заболевание распространяется от корневой шейки и приводит к гибели растения. Грибы поражают сосуды стебля и корня, поэтому затрудняется поступление воды по стеблю, и до 30 % сеянцев в посадках погибают. У сеянцев и саженцев хвойных пород признаком заболевания является увядание верхушек. Хвоя становится мягкой, иногда обесцвечивается. Стволик размягчается, теряет упругость, но корни растения не загнивают. Сходные признаки появляются при поражении сеянцев и саженцев фузариозом. Установлено что развитию заболевания способствует нейтральная или слабощелочная реакция почвенной среды. Степень проявления заболевания снижается при pH ниже 5. В качестве комплекса мероприятий по защите сеянцев от вертициллёзного увядания рекомендуются следующие: соблюдение оптимальных сроков посева семян, их протравливание, рыхление почвы, необходимые для местных условий удобрения, умеренный полив и борьба с сорняками.

### Болезнь увядания хвои и ветвей ели и пихты
Возбудитель: гриб Acanthostigma parasitica (Hart.) Sacc. (Синонимы: Septoria parasitica Hartig; Herpotrichia parasitaca (Hart.) Rostr.). Развитие плодоношений происходит в течение вегетационного периода.
 Растение-хозяин: пихта кавказская (Abies nordmanniana), пихта белая (Abies alba), пихта бальзамическая (Abies balsamea), ель европейская (Picea abies), ель колючая (Picea pungens), лиственница (Larix spp.), туя западная (Thuja occidentalis), тсуга канадская (Tsuga canadensis).
Распространение: Дания, Германия, Румыния, Иран, США, Канада, Россия (Черноморское побережье Краснодарского края, Крым, Московская область).
Представляет опасность для саженцев хвойных пород (особенно пород-интродуцентов) при плантационном выращивании. Полный цикл развития гриб проходит при высокой постоянной влажности воздуха, обилии осадков, в условиях тёплого лета и мягкой зимы. Развитие болезни в условиях засушливого климата и низких температур маловероятно. Гриб вызывает усыхание хвои, вершинных почек и побегов у растений до 15-летнего возраста. Возможно развитие заболевания очагами. Хвоя бледнеет, пучки хвои на молодых побегах не разворачиваются, желтеют, затем становятся светло-коричневыми. На поражённых ветвях могут появиться засмолённые участки. При вскрытии коры на поражённых ветвях видно, что в месте поражения и выше луб отмирает, приобретает коричневый цвет.
При развитии болезни увядания хвои и ветвей возможно одно-трёхкратное опрыскивание системными фунгицидами. Сроки применения фунгицидов должны совпадать с началом роста новой хвои на побегах, примерно в апреле — начале мая.

### Фитофтороз, гниль надземных частей сеянцев
Возбудители: Phytophthora cactorum и Phytophthora cinnamomi. 

### Болезнь усыхания хвои и побегов хвойных пород
Возбудитель: гриб Botryosphaeria ribis Grossenb. et Duggar. (Синоним: Botryosphaeria dothidea (Moug.) Ces. et de Not.). Анаморфа: Dothiorella gregaria Sacc., Fusicoccum aesculi Cord. 
 Растение-хозяин: сосна чёрная (Pinus nigra), ель европейская (Picea abies), пихта сахалинская (Abies sachalinensis), кедровый стланик (Pinus pumila), кипарис (Cupressus spp.). Из лиственных: Acer, Aesculus, Castanea, Malus, Platanus, Salix, Tilia, Ulmus. 
Распространение: Чехия, Германия, США, Иран, Украина, Россия (Краснодарский край, Сахалинская область).
Инфекция распространяется дождём, ветром и, по-видимому, насекомыми. Заболевание представляет опасность для сеянцев и саженцев хвойных пород, особенно пород-интродуцентов. Гриб вызывает усыхание побегов и стволиков 2—3-летних саженцев. В лесных культурах 15-летнего возраста болезнь поражает нижние ветви кроны дерева и, при своевременном уходе за культурами, особой опасности не представляет. 
Кора на стеблях отмирает пятнами, плодоношения гриба разрывают кору продольной щелью и выходят наружу, в разрывы выходят группы чёрных плодоношений — стром гриба. Ветви и хвоя усыхает приобретая коричневую окраску, поражённые сеянцы гибнут.

### Побурение хвои ели и пихты
Возбудитель: гриб Cytodiplospora abietis Naum. Гриб относится к числу малоизученных.
 Растение-хозяин: ель сибирская (Picea obovata), ель европейская (Picea abies), пихта сибирская (Abies sibirica), пихта сахалинская (Abies sachalinensis), пихта белокорая (Abies nephrolepis). 
Распространение: Россия (Красноярский край, Свердловская, Сахалинская, Московская области).
Поражённая хвоя становится вначале серой, потом темнеет и опадает. Больные побеги изгибаются и увядают. У основания хвои и возле верхушечных почек формируются тёмные спороношения гриба, хорошо заметные в лупу. Преждевременное опадение хвои и усыхание ветвей особенно сильно сказывается на молодняке и подросте. Прорастание спор гриба начинается только при повышении температуры воздуха до 20—22 °C. Спороношения гриба сохраняются на опавшей хвое, по крайней мере, до начала следующего вегетационного периода. Споры переносятся токами воздуха, дождевой влагой и, по-видимому, насекомыми-филлофагами.